# Mrakia blollopis
Mrakia blollopis är en svampart som beskrevs av Thomas-Hall 2010. Mrakia blollopis ingår i släktet Mrakia och familjen Cyfstofilobasidiaceae.   Inga underarter finns listade i Catalogue of Life.